# 힐데가르다

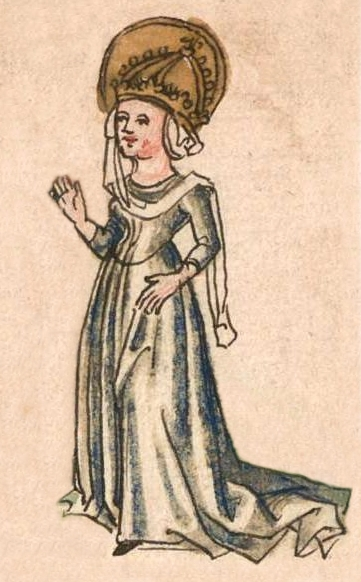

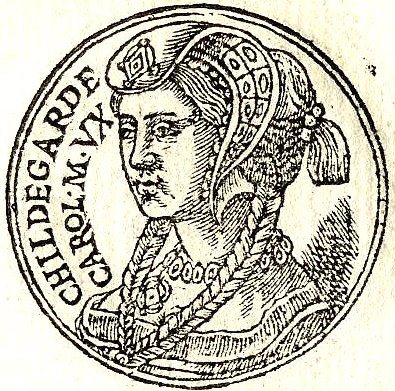

복녀 힐데가르트 드 빈츠가우(Hildegarde de Vintzgau, 750년/753년경 1월 1일 ~ 783년 4월 30일)는 프랑크 왕국 샤를마뉴의 왕비이자 게르만 족 출신 귀족으로 히스파니아 백작 빈츠가우의 게롤드와 엠메 폰 알레만니아의 딸이다. 그의 친정 가계에는 알레만니족의 핏줄도 흐르는 혼혈인이었다는 설이 있다. 샤를마뉴와의 사이에서 청년 샤를, 피피노 카를로만, 루트비히 (루이) 경건왕과 로타르 쌍둥이 형제, 딸 아델라이드, 로트루드, 베르타, 기셀라, 힐데가르트 등을 두었다. 본래는 샤를마뉴의 후궁이었다가 랑고바르드족 출신 데시데리아 왕비가 폐출되면서 왕비로 승격하였다.
샤를마뉴가 서로마 제국 황제관을 쓰기 전인 783년 4월 30일 프랑스 티옹빌(Thionville)에서 사망하였다. 시신은 바이에른의 켐텐(Kempten)에 있는 베네딕토회 수녀원에 안치되었다. 힐데가르트가 죽자 샤를마뉴는 자신의 후궁 파스트라다를 왕비로 삼았다. 축일은 4월 30일이다.